# Storkar
Storkar (Ciconiidae) är enda familj i ordningen storkfåglar. Storkar har lång och kraftig näbb, längre än huvudet och tjockare än hos hägrarna. Benen är mycket långa. Bindhuden mellan framtårna är något större än hos hägrarna. Hithörande arter finns företrädesvis i Eurasien och Afrika. De lever på vattenrika slätter, lever av animalisk föda och bygger sina bon i träd eller på byggnader.

## Systematik
Systematiken för ordningen storkfåglar och även familjen storkar har varit omdiskuterad. Största förändringen gjordes utifrån Sibley och Ahlquists studier av DNA-DNA hybridisering 1990 som indikerade att ordningen borde omfatta en mängd grupper av fåglar som pingviner, lommar, doppingar, stormfåglar, vadarfåglar, pelikaner, skarvar, rovfåglar och nya världens gamar. Denna radikala förändring accepterades dock inte i större utsträckning och senare genetiska studier har visat att denna sammanslagning inte skildrar de olika gruppernas inbördes släktskap. Senare studier visar istället att familjen storkar utgör en egen utvecklingslinje, systergrupp till ordningarna sulfåglar (med familjerna fregattfåglar, sulor, ormhalsfåglar och skarvar) och pelikanfåglar (med familjerna ibisar, träskonäbbar, skuggstorkar, pelikaner och hägrar). Familjen storkar placeras därför som enda art i ordningen storkfåglar.

### Släkten och arter
Enligt AviList:
- Släkte gapnäbbsstorkar (Anastomus)
  - Asiatisk gapnäbbsstork (A. oscitans)
  - Afrikansk gapnäbbsstork (A. lamelligerus)
- Släkte krävstorkar (Leptoptilos)
  - Maraboustork (L. crumenifer)
  - Större adjutantstork (L. dubius)
  - Mindre adjutantstork (L. javanicus)
- Släkte ibisstorkar (Mycteria)
  - Amerikansk ibisstork (M. americana)
  - Indonesisk ibisstork (M. cinerea)
  - Afrikansk ibisstork (M. ibis)
  - Indisk ibisstork (M. leucocephala)
- Släkte jabirustorkar (Jabiru)
  - Jabirustork (J. mycteria)
- Släkte jättestorkar (Ephippiorhynchus)
  - Sadelnäbbsstork  (E. senegalensis)
  - Svarthalsad stork (E. asiaticus)
- Släkte egentliga storkar (Ciconia)
  - Svart stork (C. nigra)
  - Maguaristork (C. maguari)
  - Vit stork (C. ciconia)
  - Amurstork (C. boyciana)
  - Blåkindad stork (C. abdimii)
  - Sundastork (C. stormi)
  - Asiatisk ullhalsstork (C. episcopus)
  - Afrikansk ullhalsstork (C. microscelis)